# Nate Thurmond
Pour les articles homonymes, voir Thurmond.
 (juillet 2016).
Si vous disposez d'ouvrages ou d'articles de référence ou si vous connaissez des sites web de qualité traitant du thème abordé ici, merci de compléter l'article en donnant les références utiles à sa vérifiabilité et en les liant à la section « Notes et références ».
Nathaniel Thurmond dit Nate Thurmond (né le 25 juillet 1941 à Akron (Ohio) et mort le 16 juillet 2016 à San Francisco (Californie)) est un joueur de basket-ball américain, considéré comme l'un des meilleurs pivots défensifs à l'instar de Bob Pettit, Kareem Abdul-Jabbar et Wilt Chamberlain. Il a été élu parmi les meilleurs joueurs du cinquantenaire de la NBA et est le premier joueur à avoir inscrit un quadruple-double.

## Biographie

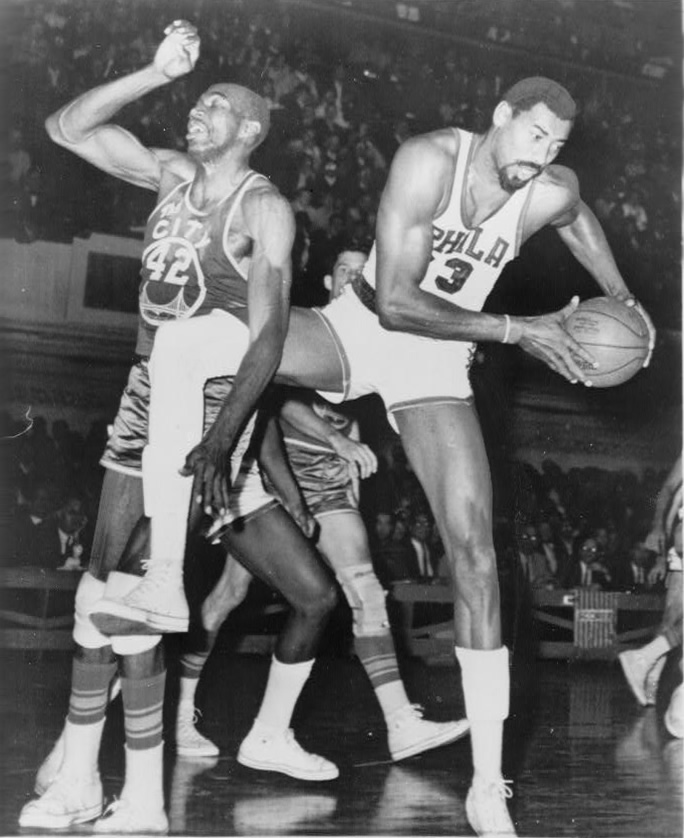
Wilt Chamberlain face à Nate Thurmond en 1966

Avec ses 2,11 mètres et son esprit compétiteur, Thurmond apparaît comme l'un des meilleurs pivots de l'histoire de la NBA.
Il joue au lycée d'Akron Central avec une autre future star NBA Gus Johnson, qui sera aussi un grand joueur NBA avant de décéder prématurément en 1987 à l'âge de 48 ans. Leur équipe était invaincue jusqu'à une rencontre face à Middletown et une autre future star NBA Jerry Lucas dans les play-offs de l'État de l'Ohio. Il n'accomplit pas ses études universitaires à l'université d'État de l'Ohio pour ne pas devenir un remplaçant de Lucas. Thurmond choisit l'université d'État de Bowling Green, alors que Gus Johnson choisit Bowling Green (privé).
Il s'y illustre suffisamment pour être drafté par les Warriors de San Francisco en 1963. Il était aligné à l'aile aux côtés de Wilt Chamberlain et au poste de pivot quand Chamberlain était sur le banc. Quand ce dernier fut transféré aux 76ers de Philadelphie, Thurmond devint le pivot du cinq de départ du NBA All-Star Game. Malgré le passage d'autres stars comme Rick Barry et Jerry Lucas, les Warriors ne parviennent jamais à remporter le titre pendant la carrière de Thurmond.
Il est ensuite transféré aux Bulls de Chicago contre Clifford Ray avant le début de la saison 1974-1975 et Golden State remporta ironiquement le championnat avec Clifford Ray coaché par Al Attles, un enfant du ghetto de Newark (New Jersey). Le 18 octobre 1974, contre Atlanta, il inscrit le premier quadruple-double de l'histoire de la NBA (22 points, 14 rebonds, 13 passes décisives et 12 contres).
Les Bulls l'envoyèrent aux Cavaliers de Cleveland après 13 rencontres. À Cleveland, le vieux Thurmond (35 ans) quitta le banc pour remplacer Jim Chones blessé et mener les Cavaliers à la finale de la Conférence Est, perdue face à la constellation de stars des Celtics de Boston en 1976.
Après sa retraite, Nate Thurmond retourne à San Francisco et ouvre un restaurant après un court intermède de commentateur. Il reste l'un des meilleurs rebondeurs et contreurs de l'histoire de la ligue.
Après sa retraite sportive, il ouvre un restaurant (Big Nate's BBQ, revendu en 2010) et s'était vu nommer Légende et Ambassadeur des Warriors, qui ont retiré son maillot numéro 42. Il meurt le 16 juillet 2016 à l'âge de 74 ans des suites d'une leucémie.

## Records NBA
- 18 rebonds pris en un seul quart-temps le 28 février 1965 contre les Bullets de Baltimore.